# Joe Trohman
Joseph Mark Trohman (1 september 1984) is een Amerikaans gitarist. Hij is de leadgitarist van de band Fall Out Boy en speelt ook in de band The Damned Things.
Trohman werd geboren in een Joods-Amerikaanse familie in Hollywood, Florida. Zijn familie verhuisde al snel naar Pennsylvania om zich te vestigen in Ohio. Joe speelde de trombone in de basisschool, voordat hij begon met gitaarspelen toen hij 8 of 9 jaar oud was. In 1996 is de familie verhuisd naar Illinois.

## Carrière
In 2001 vormde Trohman de band Fall Out Boy met zijn vriend Pete Wentz. Beiden waren actief geweest in de hardcorescene van Chicago en Joe had als bassist gespeeld tijdens een tournee met Wentz' band Arma Angelus. Joe heeft Patrick Stump ontmoet in een Borders Bookstore, en na gesprekken over een gemeenschappelijke interesses in de band Neurosis, heeft hij Stump ervan overtuigd auditie te doen voor de band. Twee andere musici uit Chicago werden gerekruteerd; T.J. Raccine op gitaar en Mike, een drummer.
Fall Out Boy had van 2009 tot 2013 voor 3,5 jaar een pauze. Om deze reden heeft Trohman en samen met Fall Out Boy drummer Hurley gezamenlijk een nieuwe band gevormd met de naam The Damned Things.

## Uitrusting
Trohman heeft vele gitaren gebruikt tijdens zijn carrière. In de Take This To Your Grave dagen, gebruikte hij de Gibson "Les Paul" gitaren. Tijdens From Under The Cork Tree, gebruikte Joe alleen Fender Telecasters. Nu is Joe Trohman verbonden met Washburn Guitars, bij wie hij zijn eigen unieke gitaren heeft. Hij gebruikte de gitaren veel op de "Black Clouds and Underdogs" tournee. Zoals gezien op de Amerikaanse Grammy`s, gebruikte Joe gitaren gebaseerd op de Infinity On High tekeningen. Zijn meestgebruikte gitaar is nu zijn eigen Washburn-model. Zijn vervangingen zijn soms stock Pilsens en stock Idol 66PROs.

## Voetnoten
1. ↑  Joe Trohman. TV.com (September 19 2006). Geraadpleegd op 4 januari 2008.
2. ↑  Stump, Patrick, Patrick Stump's Journal. GreatestCities.com (Cached version). Gearchiveerd op 23 oktober 2007. Geraadpleegd op 3 augustus 2007.
3. ↑  Washburn Artist Guitars: Joe Trohman/Fall Out Boy. Gearchiveerd op 11 maart 2016.